# Мурзабек (Ставропольский край)
Мурзабе́к — упразднённый в 2012 году аул в Нефтекумском районе Ставропольского края России. Входил в состав муниципального образования «Сельское поселение Махмуд-Мектебский сельсовет».

## География
Расстояние до краевого центра: 276 км.
Расстояние до районного центра: 49 км.

## История
В 1929 году в Махмуд-Мектебском сельсовете Ачикулакского района ДАССР был основан новый посёлок Мирзабек-аул, с ногайским населением:11. Населённый пункт образован на месте одноимённого ногайского аула и назван по имени младшего сына аулбая Махмуда Кочекаева (Кошакаева) — «богатейшего землевладельца и скотовода, ногайца из богатого рода едишкульцев». В свою очередь, в честь Махмуда Кочекаева назван аул Махмуд-Мектеб.
По состоянию на 1 октября 1929 года в ногайском поселении Мирзабек-аул числилось 60 хозяйств с населением 231 человек (124 мужчины и 127 женщин):11.
Упразднён Постановлением Правительства Ставропольского края от 30 января 2012 года № 19-П «Об упразднении населённого пункта — аул Мурзабек Махмуд-Мектебского сельсовета Нефтекумского района Ставропольского края».
Постановлением Правительства Ставропольского края от 27 июля 2012 года № 268-П «О внесении изменения в Реестр административно-территориальных единиц Ставропольского края, утверждённый постановлением Правительства Ставропольского края от 04 мая 2006 г. N 63-п „Об утверждении Реестра административно-территориальных единиц Ставропольского края“» это решение было отменено.
Очевидно постановление об упразднении было вынесено с превышением полномочий. Окончательно аул упразднён Законом Ставропольского края от 9 октября 2012 года.

## Население
| 1929 | 1989 | 2002 | 2010 | 2014 |
| ---- | ---- | ---- | ---- | ---- |
| 231  | ↗322 | ↘32  | ↗50  | ↘20  |

## Происшествия
В марте 2015 года в 4 км от заброшенного аула Мурзабек была найдена фугасная авиабомба ФАБ-100 времён Великой Отечественной войны. В связи с высокой опасностью транспортировки боеприпаса он был уничтожен пиротехническим расчётом Донского спасательного центра МЧС России.